# Iglesia de San Pedro (Orense)
La Iglesia de San Pedro es un templo católico del siglo xii ubicado en Orense (Galicia, España).

## Descripción
Las características generales del templo, emplazado en el barrio de Cudeiro, sitúan su edificación hacia 1200 o en las primeras décadas del siglo xiii,: 322  si bien un documento procedente de los archivos del Monasterio de San Pedro de Dozón permite constatar su existencia ya en 1188:

1188, enero, 21:

Doña Mayor Pérez da a doña Toda, abadesa de Dozón, una tercera y una cuarta parte de la iglesia de San Pedro de Cudeiro, con todas sus pertenencias, jurisdicción y derechuras.: 55 

### Exterior

#### Fachada principal
Situada en el núcleo poblacional y con el cementerio de la parroquia a un lado, la iglesia, sujeto de una importante transformación, posee elementos encuadrados en el románico tales como los muros con sus canecillos (destacan algunos ubicados en el ábside), el Agnus Dei a modo de remate, el arco ojival de la nave apoyado sobre cuatro capiteles, y cuatro ménsulas en la cabecera sobre las que probablemente se erigía una bóveda de crucería. La fachada principal data de 1929 y fue reconstruida en estilo neogótico, destacando en ella una espadaña de dos cuerpos con dos vanos en el primero y uno en el segundo (los tres en arco apuntado y el superior flanqueado por pináculos y coronado por una cruz), una puerta con frontón ojival y una hornacina en arco también ojival con una imagen pétrea de San Pedro portando las llaves y un libro, hallándose encima un reloj y estando todo ello enmarcado por contrafuertes y rematado en los extremos por pináculos idénticos a los de la espadaña. Destaca así mismo el hecho de que el paramento sur de la nave se estructura en sillares de gran tamaño y buena factura elaborados en piedra de granito fino en color dorado con tintes en ocre, variando las dimensiones en el ángulo más occidental, zona en la que se junta con la fachada moderna y se quiebra la homogeneidad de las hiladas, resultando forzada de esta forma la incrustación de unos sillares con otros mediante el recurso de engatillados y mortero en abundancia. Esta estructura irregular aparece a su vez en la zona norte de la nave, en la sección más cercana a la fachada oeste, donde se emplea un granito diferente, de mayor grosor y en tonos grises. Esta característica deja patente que ambas secciones de los paramentos primitivos fueron reemplazadas por otras de factura más torpe como consecuencia de la construcción de la fachada actual.: 317–318 

#### Puerta meridional

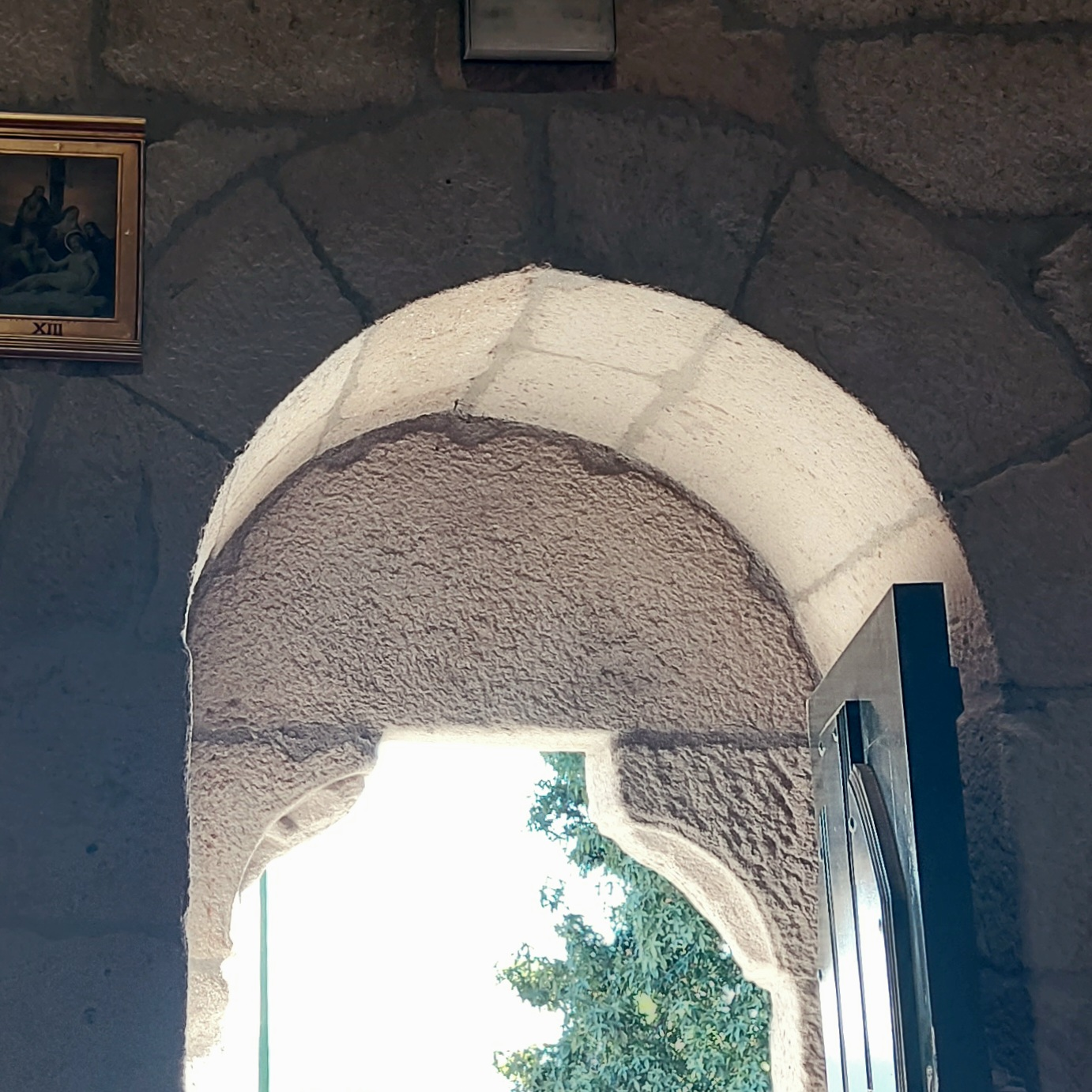
Puerta meridional.

La puerta abierta en la fachada meridional, enrasada en la pared, luce un arco liso semicircular constituido por un total de seis dovelas bajo el que se ubica el dintel, también liso y semicircular, el cual se halla apoyado en dos mochetas con forma de quilla, siendo la zona superior rectangular y con diferentes alturas, lo que hace que el vano muestre un perfil desigual. La mocheta situada al oeste, con un listel más desarrollado, presenta una nacela con dos superficies planas superpuestas donde se asienta una forma rectangular dispuesta longitudinalmente y muy erosionada, teniendo la parte frontal una curvatura en esgucio. Las superficies de los lados muestran a su vez las aristas con una ligera concavidad la cual produce un estrechamiento en el tercio central del frente, mientras que la mocheta emplazada al este, con una superficie superpuesta en nacela, presenta este elemento con una ornamentación muy erosionada, aunque se puede adivinar una figura humana engalanada con una túnica talar. Encima de la portada y recorriendo el paramento destacan unos sillares colocados a tizón los cuales probablemente constituían el soporte del armazón de un pórtico de madera. Una ventana de forma rectangular y estilo barroco situada en el paramento agranda la abertura que poseía el hueco original, consistente en una aspillera y emplazada en la misma zona donde todavía subsiste otra idéntica, en la sección septentrional de la nave, siendo los sillares colocados junto a la oquedad actual irregulares en las hiladas de la construcción original producto del agrandamiento y acomodamiento de la aspillera.: 318–319 

#### Paramentos

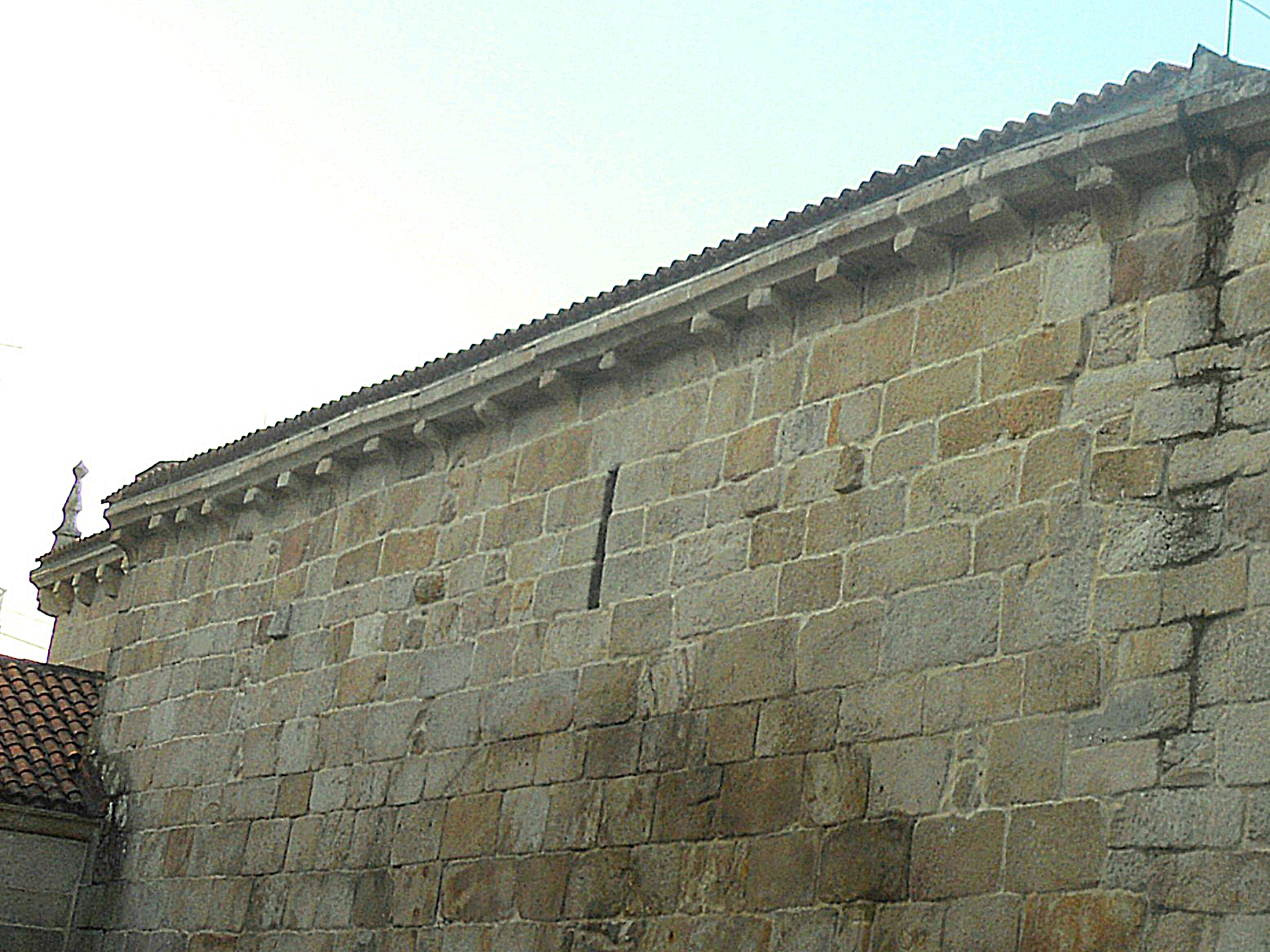
Paramento septentrional.

La cornisa, de gran anchura y conformada por secciones de longitud regular y moldurada en una nacela y un listel, luce en algunas áreas una franja en la zona inferior, aspecto que revela que este ornamento ha sido sujeto de una o varias reformas, disponiéndose bajo la misma una serie de veintiún canecillos a intervalos regulares y con forma de nacela simple. En el tramo exacto donde la pared meridional de la nave se superpone con la cabecera se aprecia un refuerzo a manera de estribo de escaso desarrollo el cual llega hasta la mitad de la altura de la pared, mientras que como remate del piñón del testero se ubica un carnero en representación del Agnus Dei (característica muy frecuente en los templos gallegos) cuya cruz antefija se fecha en una época muy posterior. Por otro lado la cabecera, de planta rectangular, ha experimentado varias reformas ya que en su fachada meridional se abrió una ventana rectangular de gran tamaño con la altura considerablemente aumentada con respecto a la original, además de emplazarse seis hiladas nuevas, si bien la variación más notoria consiste en haberse elevado su cara oriental, coronada inicialmente por un hastial apiñonado y en la actualidad cerrada como un cubo sobre las demás caras, si bien algunos canecillos ubicados bajo la cornisa en las zonas meridional y septentrional son originales y fueron reutilizados. Esta cara, al igual que la meridional, presenta un filete seguido de una nacela, con todas las secciones mostrando una franja dividiendo ambos elementos; esta cara se halla sostenida por siete canecillos de idéntica forma aunque diversas dimensiones: sobre el espacio de dos superficies superpuestas a manera de cartelas se ubica una nacela doble con los extremos inferior y superior decorados con formas triangulares cuyos vértices se acercan siguiendo el borde que divide las dos nacelas, en las que los lados se curvan a imagen y semejanza de la forma de estas. Otros dos canecillos fueron incorporados respectivamente en los ángulos sureste y noreste siguiendo fielmente la estructura de los demás emplazados en la cabecera.: 320 
La fachada oeste del ábside ha sufrido numerosas reconstrucciones. La aspillera situada en el eje longitudinal del templo, con un ápice superior en forma de semicírculo, ha sido cegada, mientras que el paramento apiñonado, en el que resultan patentes varias marcas de cantero, se ha visto recrecido al extremo de cerrarse de forma recta al igual que los sobreelevados muros meridional y septentrional, lo que motivó la adición en esta zona de una cornisa a imagen y semejanza de las ya presentes, apoyada en nueve canecillos elaborados igualmente siguiendo los primitivos, si bien estos son más pequeños y de aspecto rechoncho, siendo necesario sumar los emplazados en las esquinas, los cuales sustentan la unión de las cornisas en los ángulos noreste y sureste. La cara norte de la cabecera posee las mismas características que la sur (entre ellas los canecillos y la cornisa, si bien en los canecillos se hallan pequeñas variantes en lo relativo a la ejecución, con perfiles diferentes, aunque dentro del mismo tema geométrico), siendo esta sección de la cabecera a la que se adosa la sacristía barroca, con cubierta a tres aguas. Por otro lado, la cara meridional de la nave muestra, en la misma hilada, cuatro sillares dispuestos a tizón que podrían haber fungido como soporte de un pórtico de madera o tal vez un tornalluvias del mismo modo que los de la fachada meridional. La nave recibe luz natural gracias a una aspillera rectangular, encima de la cual destacan veinte sencillos canecillos en nacela de diferentes anchos que soportan una cornisa de perfil recto y esgucio colocada en secciones de longitud desigual, característica que obliga a que los canecillos tengan espacios irregulares. Varias secciones de esta exhiben una franja incisa igualmente presente en los tramos de la cabecera, lo que unido a otros elementos de carácter irregular resulta ser consecuencia de las reformas experimentadas por la edificación y la reutilización de sus componentes. Sumado a esto, la sección más al oeste del paramento fue reconstruida con toda probabilidad al momento de erigirse la nueva fachada principal, pudiendo verse con claridad la franja en la que los dos paramentos (el moderno y el románico) se juntan.: 320–321 

### Interior

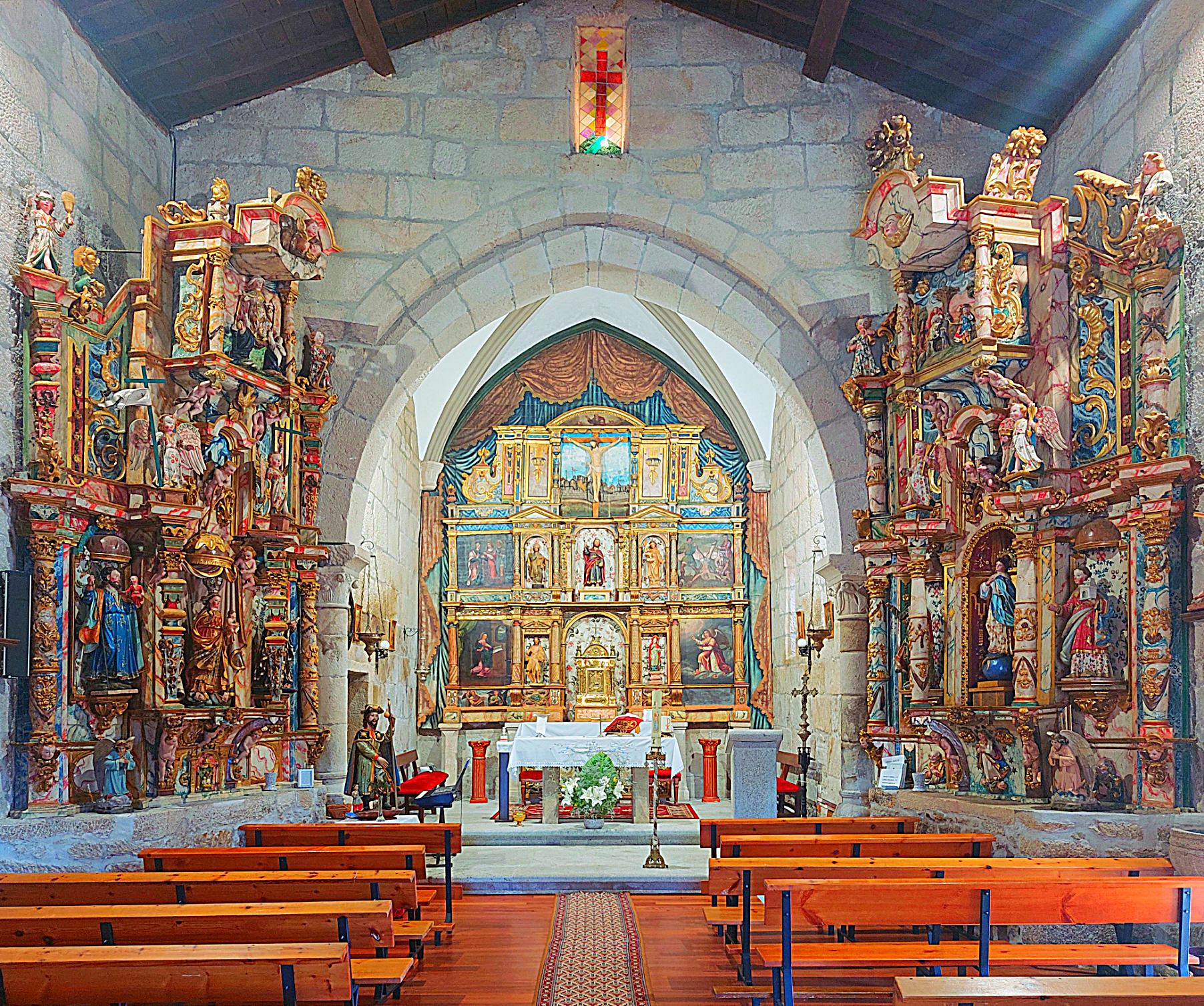
Interior.

#### Capiteles del arco triunfal
Respecto al interior (con planta rectangular de una sola nave, cubierta de madera a dos aguas y tribuna también de madera), en él destaca el arco triunfal ojival con las roscas en forma de arista; la situada en el exterior fue retallada para poder emplazar los retablos laterales, mientras que la interior está apoyada en cimacios con perfil rectilíneo y nacela, ambos divididos por una franja incisa y bajo los cuales se hallan pilares entregos de fuste corto. El del lado del evangelio luce un capitel cubierto con ornamentos de corte vegetal: en el frente una hoja de gran estrechez y reducido tamaño pegada a la cesta (con la zona superior doblada hacia sí misma para configurar una esfera de volumen escasamente desarrollado) funge como eje para las dos hojas de mayor tamaño, en las que los nervios, excavados y dibujando unas estrías terminadas en pico, producen en los extremos superiores entrantes y salientes los cuales crean claroscuros, además de que los ápices, que se erigen en dirección a los ángulos del capitel, se tornan hacia abajo al tiempo que se doblan formando esferas a modo de volutas. Por su parte, en la superficie interfoliar presente entre las grandes hojas laterales y la central, más pequeña, figura una esfera de reducidas dimensiones, repitiendo las caras de los lados idéntico patrón, si bien aparecen más elementos, ya que la hoja del centro posee un nervio axial perlado más otros dos nervios excavados, uno en cada lado. El pilar, con un fuste compuesto por un total de cuatro tambores, se halla sostenido por una basa compuesta por dos toros y entremedias una escocia (basa ática) en cuya zona superior se muestra un filete en sustitución del toro a la vez que una tenia sirve de reemplazo a la escocia, estando el toro de la parte inferior poco desarrollado a nivel horizontal, donde sobresalen unas garras caracterizadas por unas cintas muy finas. Bajo la basa se ubica por otro lado un plinto de base rectangular el cual se erige sobre el zócalo que inicialmente debió de recorrer la nave en su totalidad y que hoy queda reducido a este segmento del arco, mostrando un borde abocelado y una baqueta debajo.: 321 

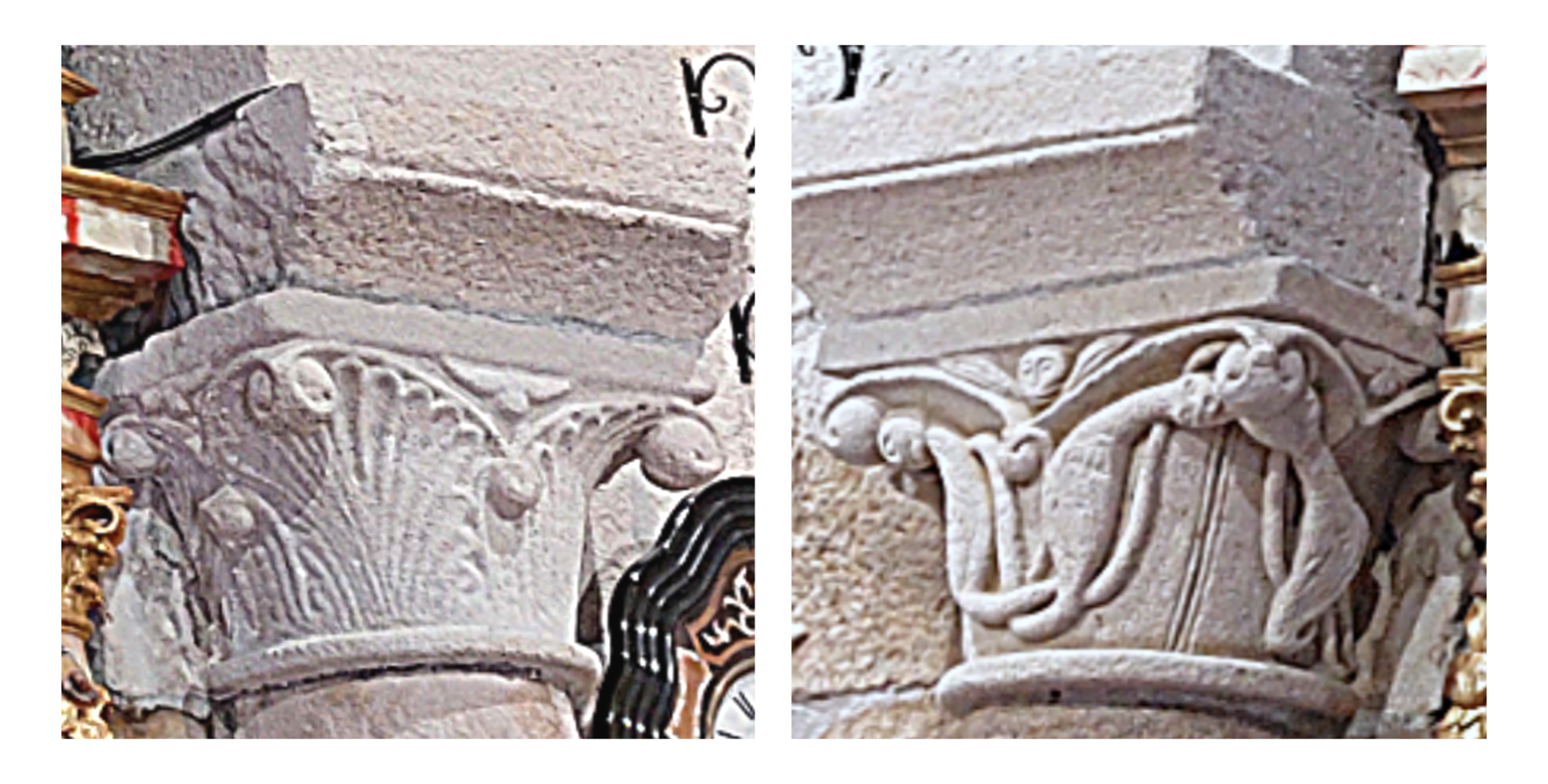
Capiteles del arco triunfal.

El capitel de la epístola exhibe sin embargo una curiosa escena con ornamentos vegetales similares a nivel esquemático a los del otro capitel, mostrando a dos dragones aferrando a unos seres mitad sirenas mitad aves. El frente el eje lo conforma una diminuta hoja apenas separada de la cesta, con una esfera en la zona superior como en el capitel opuesto; alrededor de este eje un dragón y una sirena-ave, emplazados de derecha a izquierda, giran sus cuellos torneados hacia estas resoectivas direcciones, enlazando sus colas y situándola la sirena por encima de la cabeza del dragón y este por debajo de la cabeza de aquella. La sirena-ave luce un rostro humano de facciones varoniles y descansa la testa en la manzana ubicada en el vértice izquierdo del capitel, mostrando un perlado en el cuello y estando las plumas de las alas apenas sugeridas por diminutos vaciamientos. En la diestra destaca una nervadura incisa la cual indica la hoja que en el vértice del capitel torna sobre sí misma para crear una esfera, mientras que en el extremo opuesto (a la derecha del espectador) el dragón, de cuerpo semejante al de las sirenas-ave, exhibe su boca abierta y amenazante hacia el vértice, punto en el que se halla la cabeza de la otra sirena-ave, emplazada debajo de la manzana derecha con el cuerpo en el lateral del capitel.: 321 
Respecto al dragón, el plumaje se hace presente mediante incisiones en el vientre siguiendo la franja que dibuja el perfil del ala, mostrando una única pata la cual forma un ángulo en la zona donde las colas de ambos seres se entrelazan. Situada por encima de estos seres mitológicos así como de la vegetación que sirve de marco, aunque debajo del cimacio, en la forma triangular de los extremos curvados que crean las hojas de gran tamaño que van en dirección a los vértices, una pequeña cabeza humana surge cercada a ambos lados por dos diminutas hojas con forma de punta de lanza y nervios muy pronunciados. La diestra del capitel muestra una sirena-ave en diagonal de aspecto femenino con las patas extendidas en dirección al vértice derecho inferior, mientras que la cabeza se halla en dirección opuesta y bajo la manzana del ángulo, teniendo la cola curvada en la base y hacia la derecha formando un círculo y después extendiéndose hacia el lado contrario pasando dentrás de la testa para acabar justo a la derecha de esta. En lo tocante a la cara izquierda del capitel, en ella aparece representado un dragón del mismo tipo que el anterior, si bien este gira su cuello a la derecha mostrando la boca abierta en dirección a la otra sirena-ave, aunque la cabeza se halla de perfil y la cola figura haciendo una S en dirección a la esfera situada en el vértice de la derecha. Respecto a la basa, esta es idéntica a la del lado del evangelio (muestra un plinto cubierto por garras) y está sustentada en un zócalo.: 321–322 

#### Capiteles del ábside

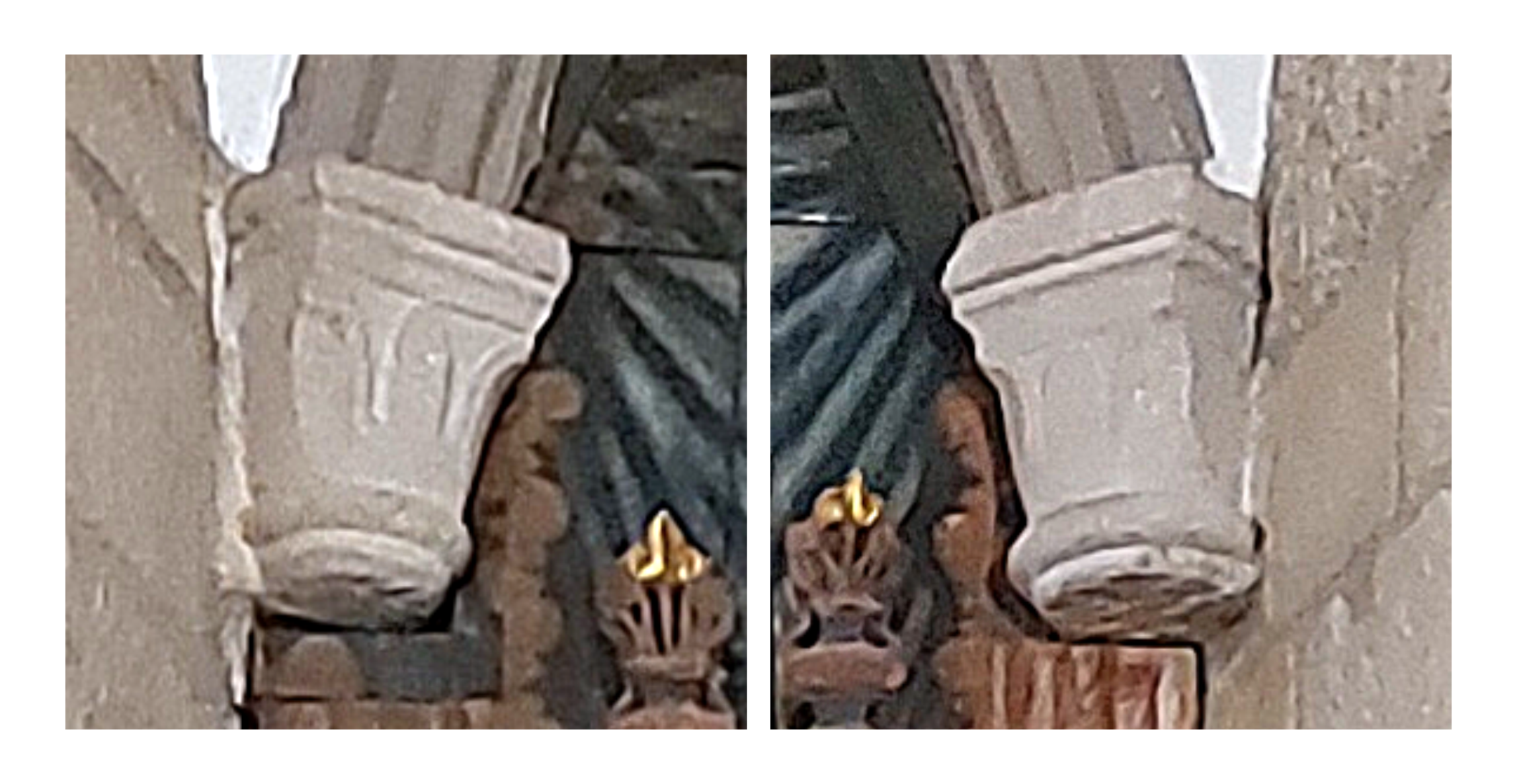
Capiteles traseros del ábside.

Encima del arco ojival que da paso al ábside (cuyo trasaltar está pintado con motivos telúricos enmarcando el retablo mayor) se ubica la pequeña ventana que proporcionaba luz natural a la nave, si bien en la actualidad se halla cegada como consecuencia de la elevación de la cabecera y el levantamiento de la bóveda de crucería simple que sirve de techo, apoyada esta sobre capiteles-ménsula de factura románica, si bien la bóveda data de una época mucho más tardía con relación al resto de la construcción, mostrando molduras y una clave decorada con un florón y cegando uno de sus tramos la aspillera ubicada sobre el arco triunfal. Cabe destacar que los capiteles, inicialmente embutidos en los vértices del ábside, fueron reubicados dada la diferencia de altura de la actual bóveda. Todos exhiben idéntica temática: debajo de un ábaco tallado en el filete, en cuya zona frontal figura una nacela la cual irrumpe en la parte superior del cesto, aparecen, también en el frente, un total de tres hojas de gran estrechez con las zonas inferiores tan pegadas al cálatos que llegan a fusionarse con él, mientras que la del centro, mucho más corta y con el ápice redondeado, queda reducida por la zona baja de la nacela a la vez que las que las circundan, de mayor longitud y con el ápice apuntado, terminan en los vértices del capitel al tiempo que se superponen a ella, estando la parte baja de estos capiteles caracterizada por un astrágalo de notorio grosor.: 322 

#### Otros elementos
En la parte septentrional de la nave, al este, se ubica encastrada en la pared una pila bautismal de sencilla y basta factura encuadrada en el románico. La copa destaca por su irregularidad aunque posee forma semicircular, mientras que la planicie del borde sobresale en parte gracias a la presencia de una franja, estando el pilar, de fuste corto y planta circular, apoyado sobre una basa dotada de un bocel de gran volumen. En la iglesia se custodia también una pila benditera elaborada en dos partes, fuste y copa, estando la basa ausente.: 322  Respecto a la imaginería, en el lado del evangelio destacan un relieve anónimo de la Sagrada Familia fechado en el siglo xviii y las imágenes de San Blas, el Sagrado Corazón y San Roque, mientras que en el lado de la epístola se encuentran las imágenes de Santa Lucía, la Virgen del Pilar, Nuestra Señora de Fátima, Santa Rita y San Sebastián, casi todas ellas de escaso valor artístico, siendo las más importantes las emplazadas en los retablos.

#### Retablos
Retablo mayor

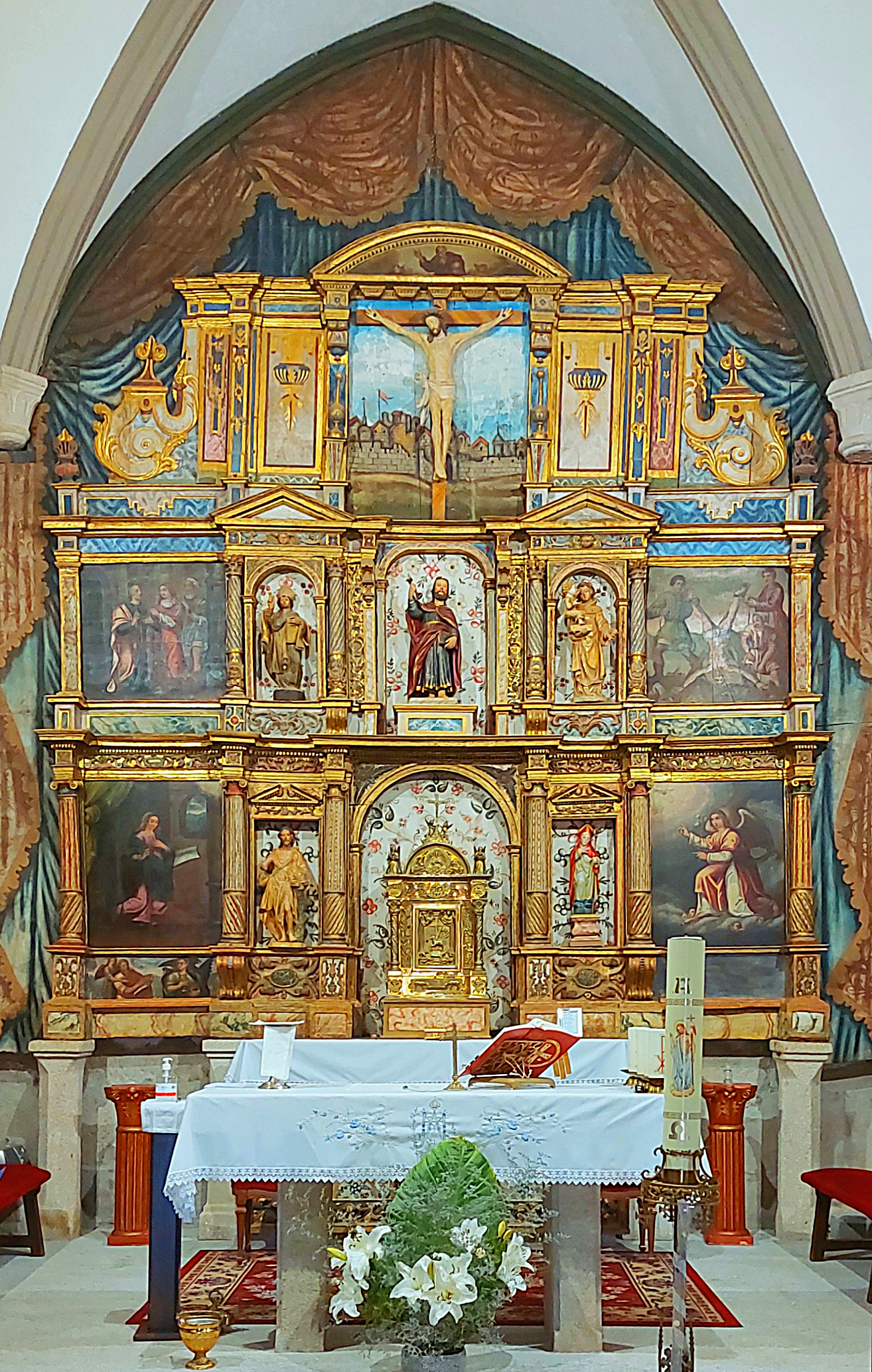
Retablo mayor.

El retablo mayor, de estilo manierista, data de 1606 y fue realizado por el entallador Cornielles Guillermo y el escultor Alonso Martínez.: 49  Estructurado en banco y dos cuerpos con cinco calles y ático, como soporte emplea en el primer cuerpo seis pilares de orden toscano (dos de ellos apoyados sobre ménsulas) con la zona inferior del fuste con estrías en diagonal y el resto en vertical, mientras que cuatro de los seis del segundo cuerpo, separado del primero por un entablamento quebrado, siguen el orden corintio, estando el tercio inferior ornamentado con motivos barrocos y el resto con estrías en diagonal, quedando las columnas de los extremos reducidas a simples pilastras. La zona central del primer cuerpo muestra una hornacina de medio punto con fondo floral donde se cobija el sagrario, destacando, entre columnas y bajo frontones triangulares con el vértice superior rematado en volutas, tallas a derecha e izquierda respectivamente de San Blas y San Juan Bautista, esta última fechada en el siglo xvii.: 322  En las calles de los extremos de este cuerpo destacan a izquierda y derecha sendas pinturas de la Virgen y el Arcángel Gabriel en lo que constituye una representación de la Anunciación (normalmente la Virgen figura a la derecha y el ángel a la izquierda, pero razones de tipo compositivo motivaron su disposición a la inversa),: 28  hallándose otras dos pinturas en los extremos del segundo cuerpo: la de la izquierda muestra a San Pedro cuando negó a Cristo, mientras que la de la derecha lo representa en su martirio. En la hornacina de este segundo cuerpo, rematada en arco carpanel, destaca una talla de San Pedro portando las llaves y un libro, reemplazo de una imagen quemada durante la guerra civil (desde el mes de abril de 1931 se produjeron en diversas ocasiones considerables desperfectos en los retablos, imágenes y misales del templo).: 158  A los lados, entre pilares y bajo frontones triangulares de mayor tamaño que los del primer cuerpo, se ubican imágenes de San Martín y San Antonio, destacando en el ático un Cristo crucificado sobre un paisaje típicamente medieval, todo ello cercado por paneles flanqueados por pilastras y en los extremos por volutas coronadas por flores de lis, hallándose en el ático un frontón curvo con una representación pictórica de Dios Padre. Uno de los elementos más destacados del conjunto eran las dos tablas que decoraban originalmente los extremos del banco: la de la izquierda aún se conserva y muestra a los evangelistas San Mateo y San Juan acompañados de sus atributos (un ángel y un águila respectivamente), mientras que la de la derecha, actualmente perdida, mostraba a San Marcos y San Lucas.: 44 
Retablos laterales
Retablo de la Virgen de las Candelas

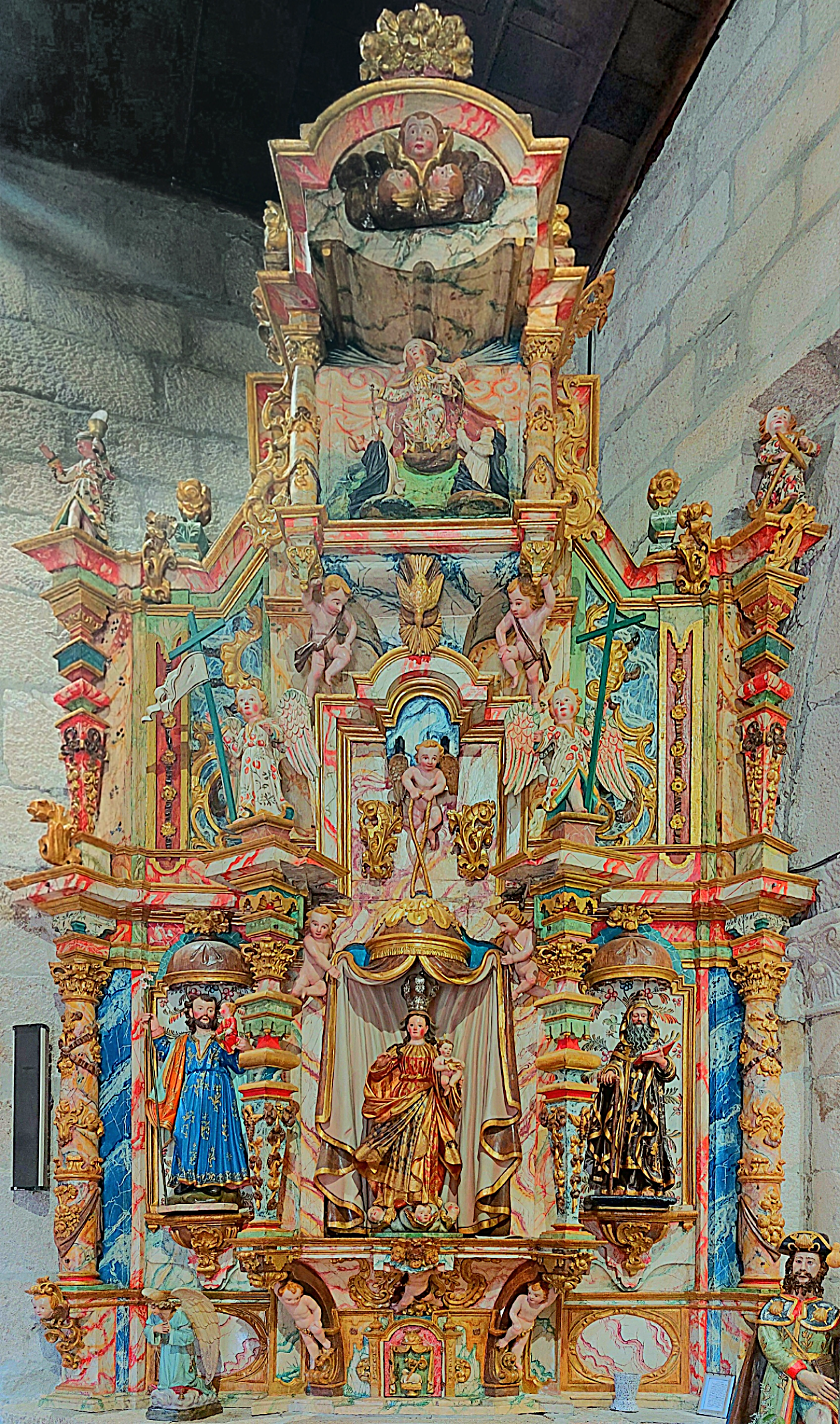
Retablo de la Virgen de las Candelas.

Este retablo, fechado en los siglos xvii o xviii y emplazado en el lado del evangelio, es de estilo barroco y se estructura en banco, dos cuerpos con tres calles y ático. El primer cuerpo muestra una hornacina coronada por un dosel semicircular del que pende una cortina sujeta a ambos lados por querubines, todo ello cercado por estípites ricamente ornamentados y presidido por una talla de Nuestra Señora de las Candelas. En las calles de los extremos, a distinto nivel horizontal y también bajo doseles semicirculares aunque con un fondo floral en vez de cortinajes, se ubican a derecha e izquierda imágenes de San Benito y San José, quien aparece sujetando al Niño Jesús, el cual porta a modo de juguete una planta bulbosa (esta última talla fechada en el siglo xviii), estando los extremos de este cuerpo cerrados con pilares corintios cubiertos de ornamentación barroca. El segundo cuerpo se remata a los lados con estípites similares a los del primero y coronados por virtudes teologales (el de la izquierda por Fe y el de la derecha por Esperanza), luciendo paneles ornamentados en las calles laterales y cuatro ángeles (dos arriba desnudos y dos abajo vestidos y con cruces) custodiando un querubín el cual sostiene con cuerdas el dosel que sirve de techo a la Virgen en el cuerpo inferior, hallándose encima una representación del Espíritu Santo bajo forma de paloma. El ático muestra en alto relieve a la Virgen haciendo entrega del rosario a los santos Domingo de Guzmán y Catalina de Siena, estando todo el conjunto rematado por una estructura redonda con frontón semicircular y presidida por los rostros alados de tres serafines dispuestos de forma piramidal, coronado todo ello por una cornucopia. Por su parte, en el banco, flanqueado por figuras infantiles, se halla un Agnus Dei.
El retablo fue objeto de una labor de restauración por parte de la Junta de Galicia y la empresa viguesa Acanto en 2016 la cual dejó al descubierto una pintura mural de estilo gótico fechada entre los siglos xiv y xvi. La obra apareció tras ser retirada la hornacina del primer cuerpo en la fase final de la intervención; debido a la necesidad de desescombrar la parte posterior del retablo así como de comprobar el estado de los anclajes y efectuar refuerzos, se procedió a desmontar la hornacina, tras lo cual se pudo constatar la existencia de un fresco de cerca de tres metros de anchura en el que figura representado San Juan Bautista acompañado por sus atributos. Gravemente afectado por zonas ausentes al haber sido picado para poder emplazar el retablo sumado a las partes desprendidas por el deterioro, el mural volvió a quedar oculto tras ser el retablo montado y colocado nuevamente en su emplazamiento original.
Retablo de la Inmaculada Concepción

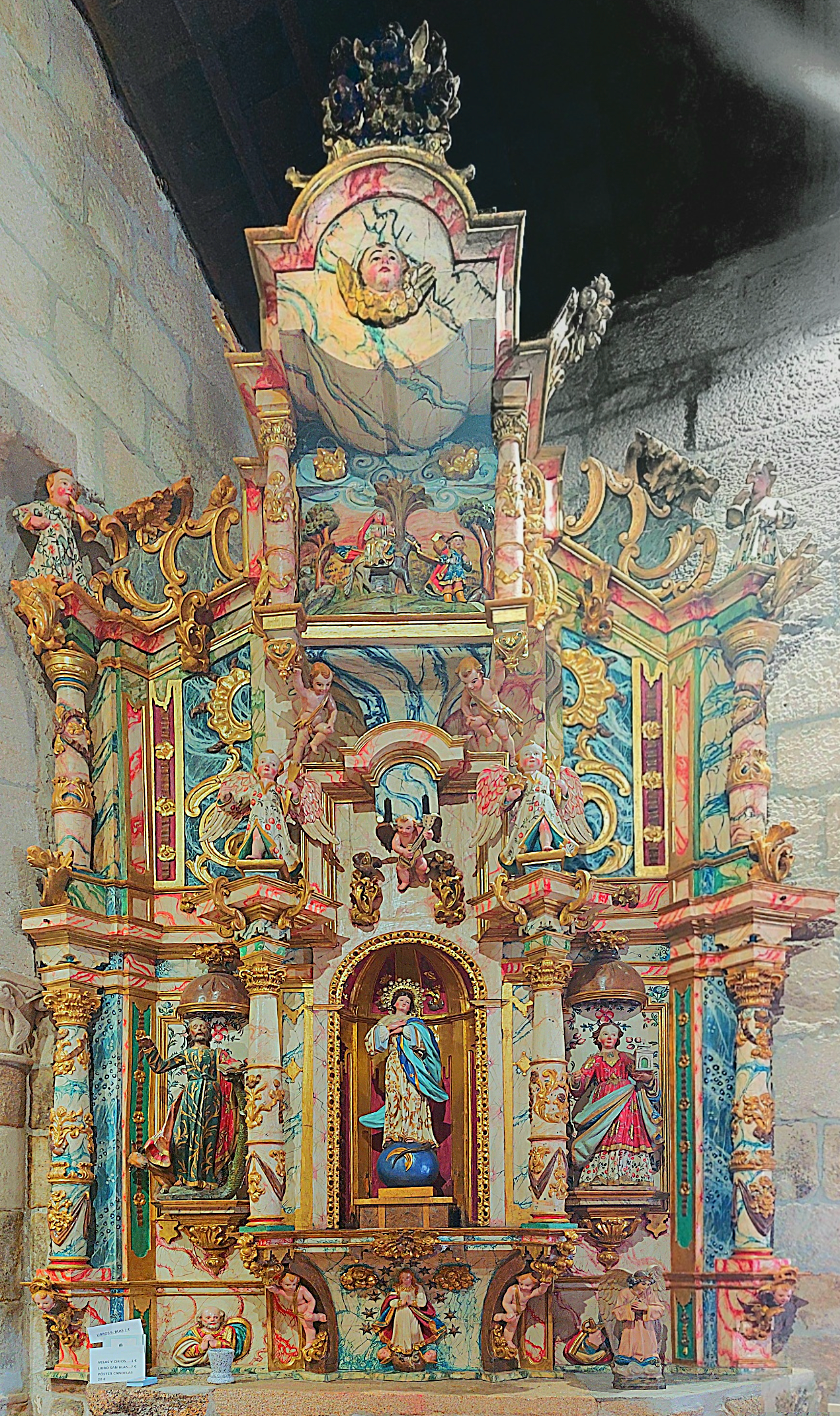
Retablo de la Inmaculada Concepción.

Este retablo, de mayor altura y emplazado en el lado de la epístola, se estructura al igual que el anterior en banco, dos cuerpos con tres calles y ático. Fechado también en los siglos xvii o xviii y de estilo barroco, el primer cuerpo muestra en el centro una hornacina de medio punto entre columnas abombadas y marmoleadas de orden corintio con motivos ornamentales en sus dos tercios inferiores, estando las calles laterales cerradas en los extremos por columnas similares aunque decoradas en la totalidad del fuste. La hornacina está presidida por una talla de la Inmaculada Concepción y las calles de los lados respectivamente a izquierda y derecha por imágenes de San Lucas y Santa Bárbara, ambas apoyadas en peanas y bajo doseles idénticos a los del retablo de la Virgen de las Candelas. El segundo cuerpo, casi idéntico al del retablo del evangelio, luce en el centro cuatro figuras angelicales enmarcando un querubín el cual toca un instrumento de cuerda bajo un frontón semicircular, estando las calles laterales compuestas por paneles con ornamentos y cerradas con pilares dóricos sobre los que se erigen dos figuras rechonchas tocando una trompeta. El ático muestra en relieve el episodio evangélico de la huida a Egipto entre columnas corintias y todo ello bajo una estructura redondeada presidida a diferencia del otro retablo por el rostro alado de un serafín bajo un frontón semicircular coronado por una cornucopia. Por último, en el banco destaca en alto relieve una representación de la Purísima flanqueada por dos figuras infantiles en posición de soportar las columnas que cierran la hornacina del primer cuerpo, hallándose a los lados en medio relieve las imágenes a izquierda y derecha de San Pedro y San Pablo.
La pieza fue sometida en 2017 a un proceso de restauración en el cual se invirtieron casi 10 000 euros (el coste de la reparación de ambos retablos ascendió a aproximadamente 25 000), consistiendo los trabajos en la eliminación de redorados con pan de oro falso y repintes, la reparación de daños producto de ataques de xilófagos y el arreglo de boquetes y pérdidas volumétricas. Las tareas llevadas a cabo fueron una limpieza y posterior desinsectación, labores de consolidación y cobertura de las oquedades, comprobación de los anclajes y reconstrucción de partes ausentes, asegurándose la policromía además de llevarse a cabo una reintegración cromática mediante el empleo de mica en polvo y acuarela.

## Galería de imágenes

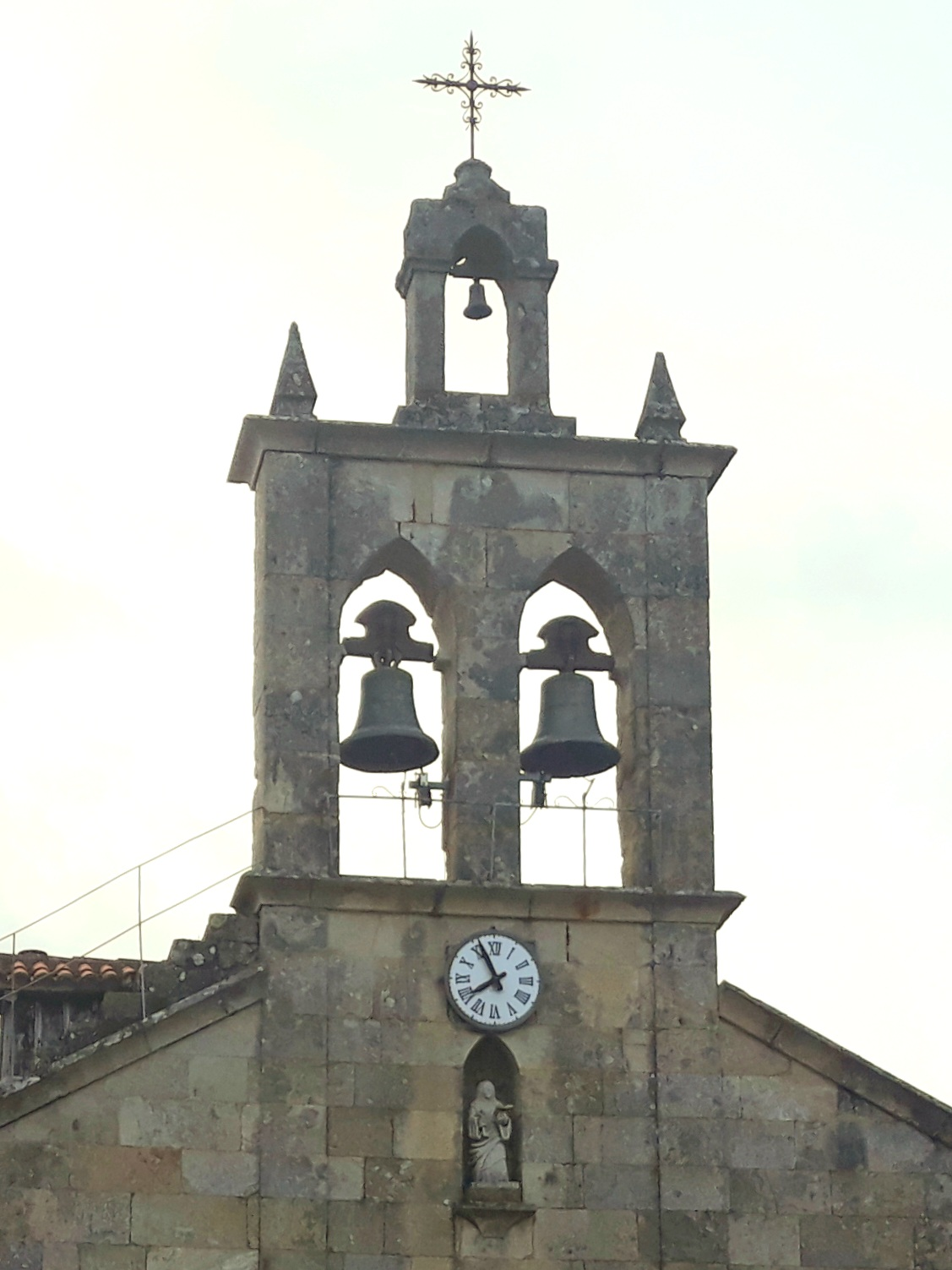
Espadaña.
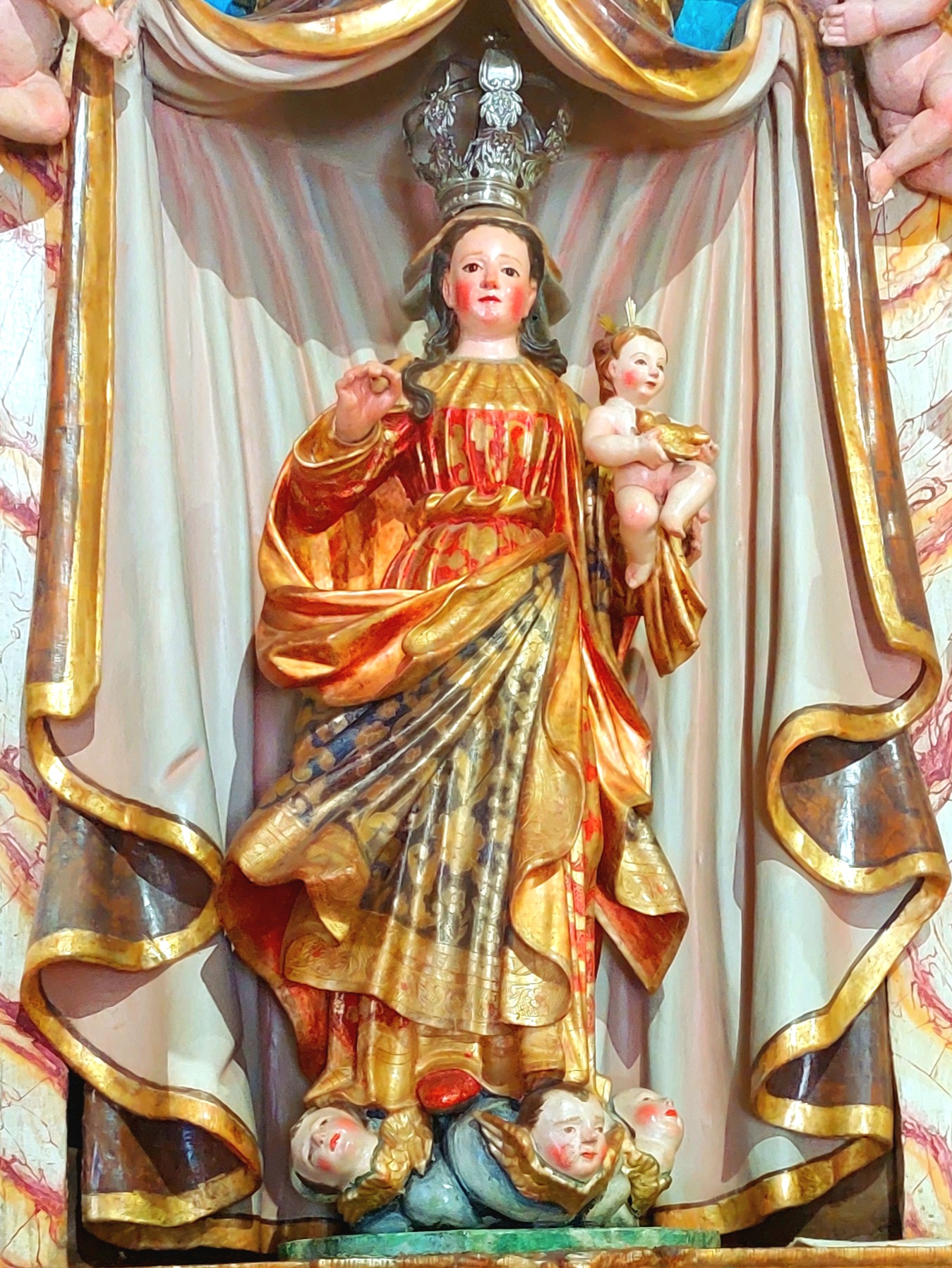
Talla la Virgen de las Candelas.
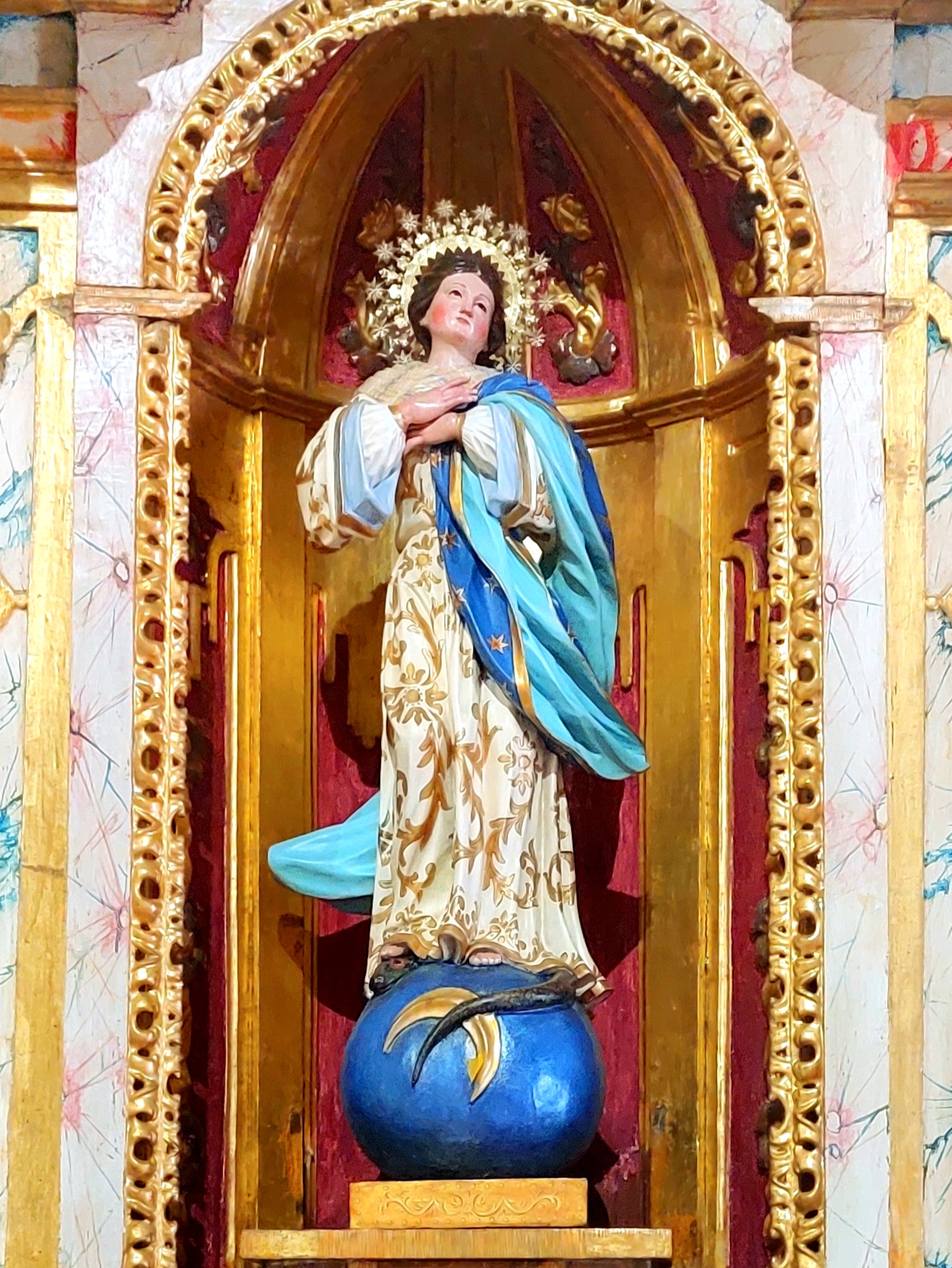
Talla de la Inmaculada Concepción.
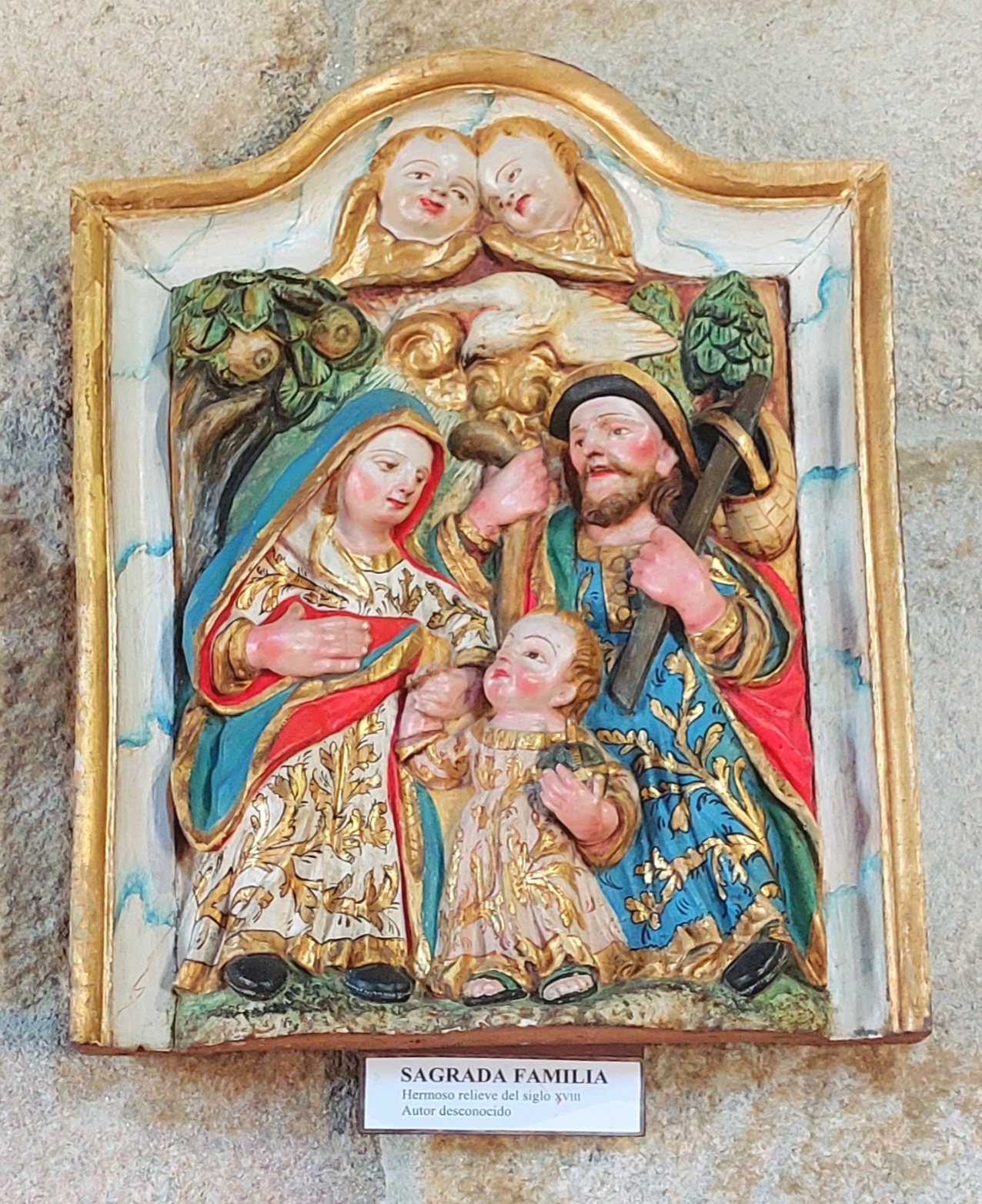
Relieve de la Sagrada Familia.